# マラブー
マラブー (アラビア語: مُرابِط)は西アフリカや（歴史的に）マグリブにおいて、イスラム教の指導者であり教育者であった人々を指す。マラブーは時にクルアーンの学者でありまた宗教教育者である。その他に施しで生きる放浪する聖人、スーフィーのムーシッド（案内人）、宗教コミュニティーの指導者であることもある。マラブーに類似の語"marbot"はインドネシアではモスクの建物の管理人として使われる。

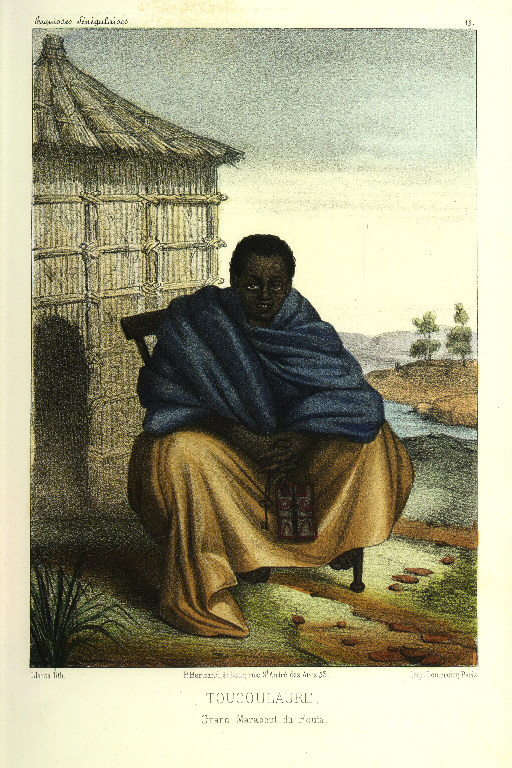
トゥクロール(1853年)

## 語源
マラブーという用語は、ムスリムによる北アフリカ征服の期間に現れた。それはアラビア語の"Mourabit" や"mrabet"（駐屯している)に由来している。"mrabet"とは、征服の時代に信仰深い学徒やリバートに配置された軍の志願兵である 。今日"marabout"はベルベル語で「聖人」を意味しており、タリーカ(طريقه Ṭarīqah: 「道」「進路」)といわれる特定の学校や伝統と結び付けて考えられている、ザオウイアと呼ばれる小屋や学校の長であるスーフィー派のイスラームの教育者を意味している。
この単語の発音はベルベル語の方言に変化する。例えば リフィアン語では、"Amrabadh"と発音される。マラブーはアラビア語話者であるマグレブに"sayyeds"（アラビア語: سيد）として知られる。モロッコの多くの都市は現地のマラブーの名前から名づけられ、現地のマラブーの名前に倣い、普通は市名が"Sidi"(アラビア語: سيد マグレブのアラビア語でmy sayyid") で始まる。標準語のアラビア語で「聖人」は "wali" (ولي)である。
マラブーは崇敬の対象となる聖人の墓 (アラビア語: قُبّة qubba) を表すこともあり、そのような場所は神聖な中心地であり、敬虔な内省をする場所となった。
この伝統のルーツはベルベル人が多神教を信仰していた時の昔の時代に由来する。ヘロドトスはナサモン人が動物を神聖な人の墓へ生贄として持っていくことを話した時に、この伝統についても言及した。

## 西アフリカ

### イスラームの教育者

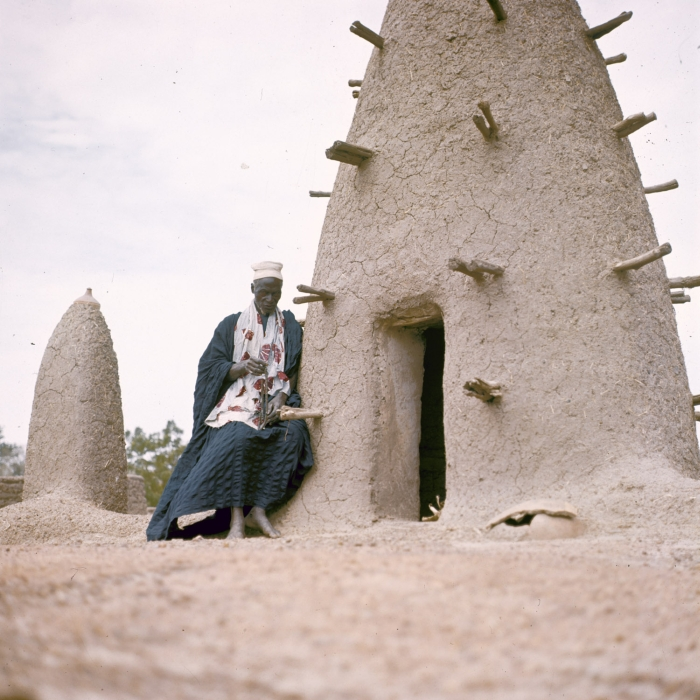
ブォルタ川上流のマラブーの写真（現代のブルキナファソ) 1970年頃

イスラーム教の同胞団（スーフィーの伝統のタリーカ）は西アフリカのイスラームにおいて中心的な組織形態の一つである。そしてその地域へのスーフィーの考えの広がりともにセネガンビア、ニジェール川の谷、フータ・ジャロンをの至るところでマラブーの役割は現地の慣習に結び付いた。この点で、スーフィー信者は、他の場所ではムーシッド（案内人）として知られるマラブーを信じている。
現在マラブーはセネガンビアで精神的な生き方を支配したスーフィー同胞団に属しているか否かに関わらず、施しで生き延びる聖人、コーランの学校にいる若いタリベを受け入れる宗教教育者や学徒であることもある。
セネガルのイスラーム教うの胞団で、マラブーは複雑な階層制度で組織されていた。例えば、ムリッド教団の最も高い地位のマラブーはカリフや忠実な信者たちの支配者（アミー・アルムミニン）の地位まで昇進させられた。ティジャーニやカディーヤのような昔の北アフリカを基礎とした伝統はサハラ以南でよくマラブーと呼ばれる教育者や宗教指導者への尊敬に基づいている。コミュニティーや宗教的な中心地に基礎とするにせよ、大きな共同体を放浪するにせよ、祈りや学びに身を捧げる人々はマラブーと名付けられた。セネガルやマリ共和国では、このようなマラブーは寄付に頼って生活している。多くの場合、特定のマラブーを支援するために、家族の中に世代を超えて集まった伝統的な結びつきが存在する。通常、マラブーは西アフリカの伝統的な服装をしており、質素で禁欲的な生活をしている。

### 複数の宗教が融合したスピリチュアリズム
サハラ以南のアフリカにおいて８世紀から13世紀にかけてのマラブーの役割の広がりのせいで、いくつかの場所でイスラーム登場前の聖職者と神学者の両方の役割の混合が起こった。したがって、多くの占い師や独自の形の精神的な助言者は、「マラブー」という名を得た（これは正統ムスリムにもスーフィー同胞団にも認められなかった）。最近の西アフリカからの移住者はこの伝統をヨーロッパ（特にパリ）や北アフリカへ持っていき、そこで占い師として自分たちの行いを宣伝するマラブーもいる。クイムバンダのエシュであるマラブーはこの秘義的でシャーマン的な役割をブラジルへもたらしたと信じられている。セネガルにおける現代のマラブーはテレビで宣伝をしたり、ホットラインを持っている。

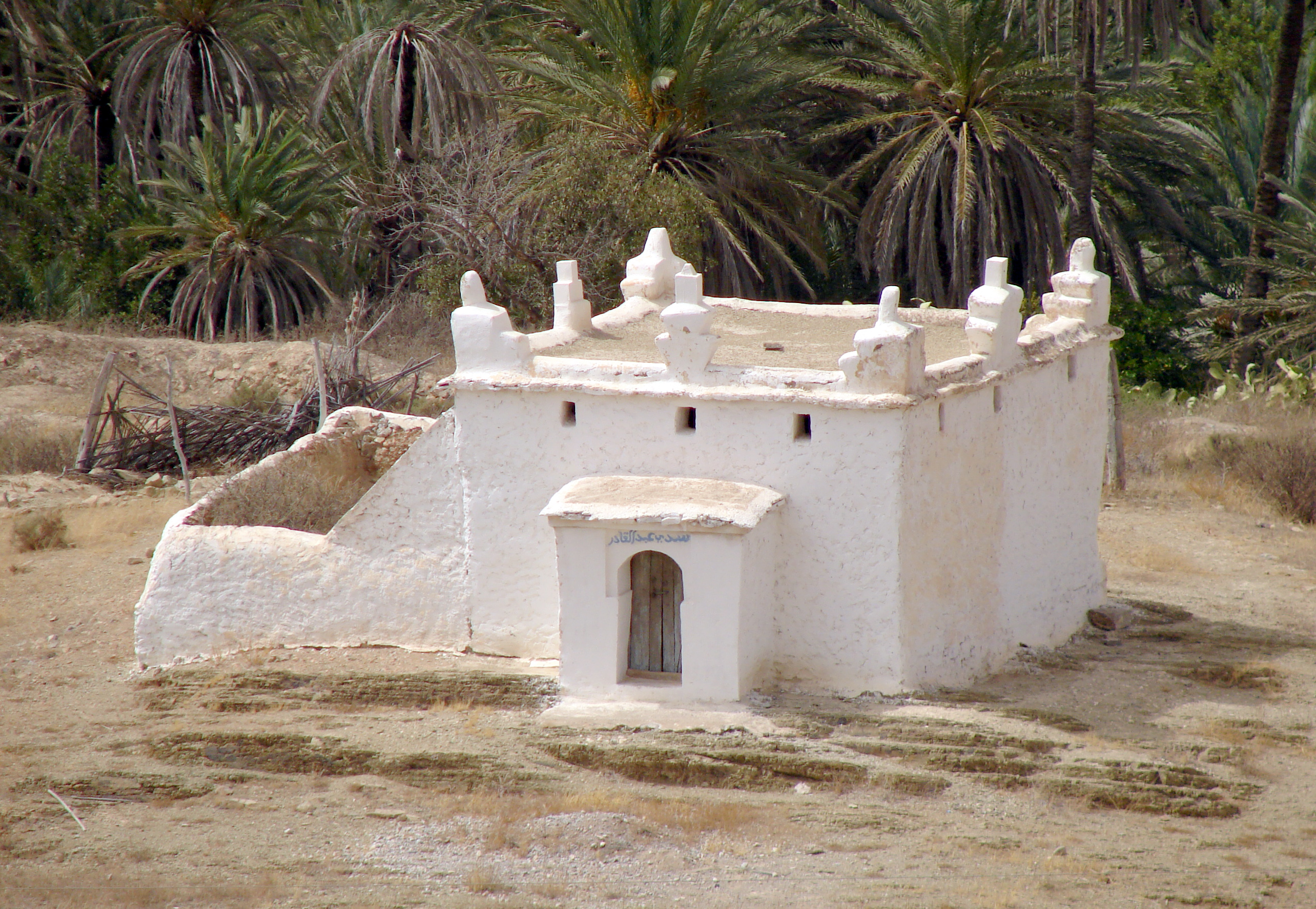
モロッコの南部のマラブーの墓